# Geograpsus longitarsis
Geograpsus longitarsis is een krabbensoort uit de familie van de Grapsidae.